# Mont Scott
Pour l’article homonyme, voir Mont Scott (Antarctique).
Le mont Scott est un ancien stratovolcan situé à l’est du parc national de Crater Lake dans le comté de Klamath au sud de l'Oregon. Âgé de près de 420 000 ans, il appartient à la chaîne des Cascades et est par ailleurs le dixième plus haut sommet de l’Oregon. Son sommet accueille une tour de garde utilisée pour la détection des incendies au sein des forêts avoisinantes. Le volcan tire l’origine de son nom de Levi Scott, le fondateur de la localité de Scottsburg.

## Géologie
Les premières éruptions du volcan remontent à environ 420 000 ans. Il s’agit d’un des plus vieux volcans de la zone de l’ancien mont Mazama,. Éteint depuis la fin du Pléistocène, il est essentiellement composé de lave andésitique. Grâce à son éloignement par rapport au mont Mazama, il a pu être épargné lors de l’explosion de ce dernier il y a environ 7 700 ans. Il est depuis le point culminant de la région du parc national de Crater Lake,,,,,.
Le bas du volcan est essentiellement recouvert de cendres volcaniques et de pierres ponces tandis que le sommet est plutôt recouvert de scories,.

## Flore
Parmi les espèces végétales présentes sur les flancs du volcan se trouvent le Sapin de Douglas (Pseudotsuga menziesii), le Pin argenté (Pinus monticola), le Pin à écorce blanche (Pinus albicaulis) et le Pin tordu (Pinus contorta),. Parmi les fleurs se trouve le pinceau indien.

## Randonnée
Du sommet, il est possible d’apercevoir le Crater Lake, le mont Thielsen, le pic Diamond, le mont McLoughlin, le mont Shasta, l’Upper Klamath Lake et le lac Diamond,,,.

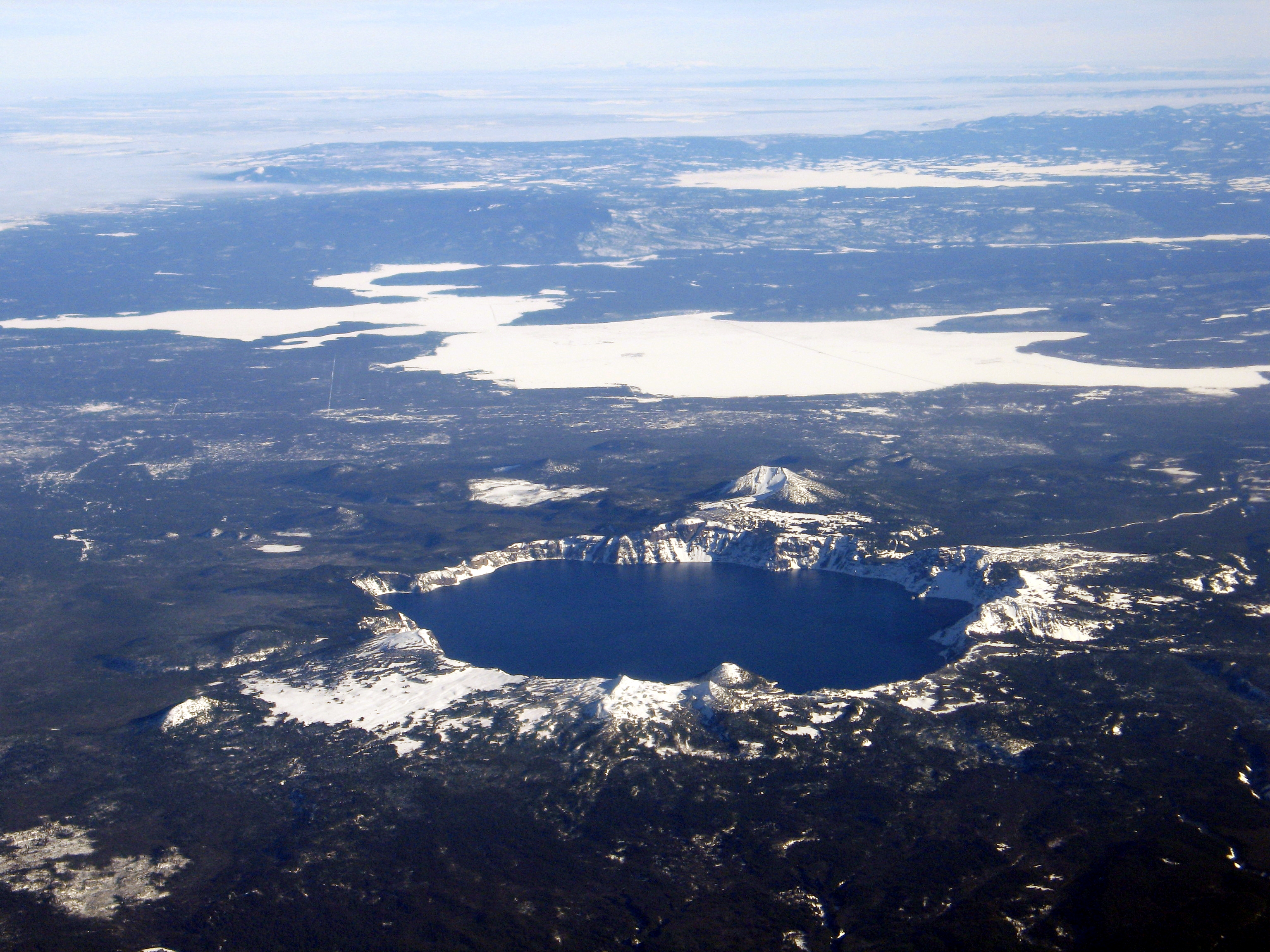
Vue aérienne sur le Crater Lake et le mont Scott à proximité.
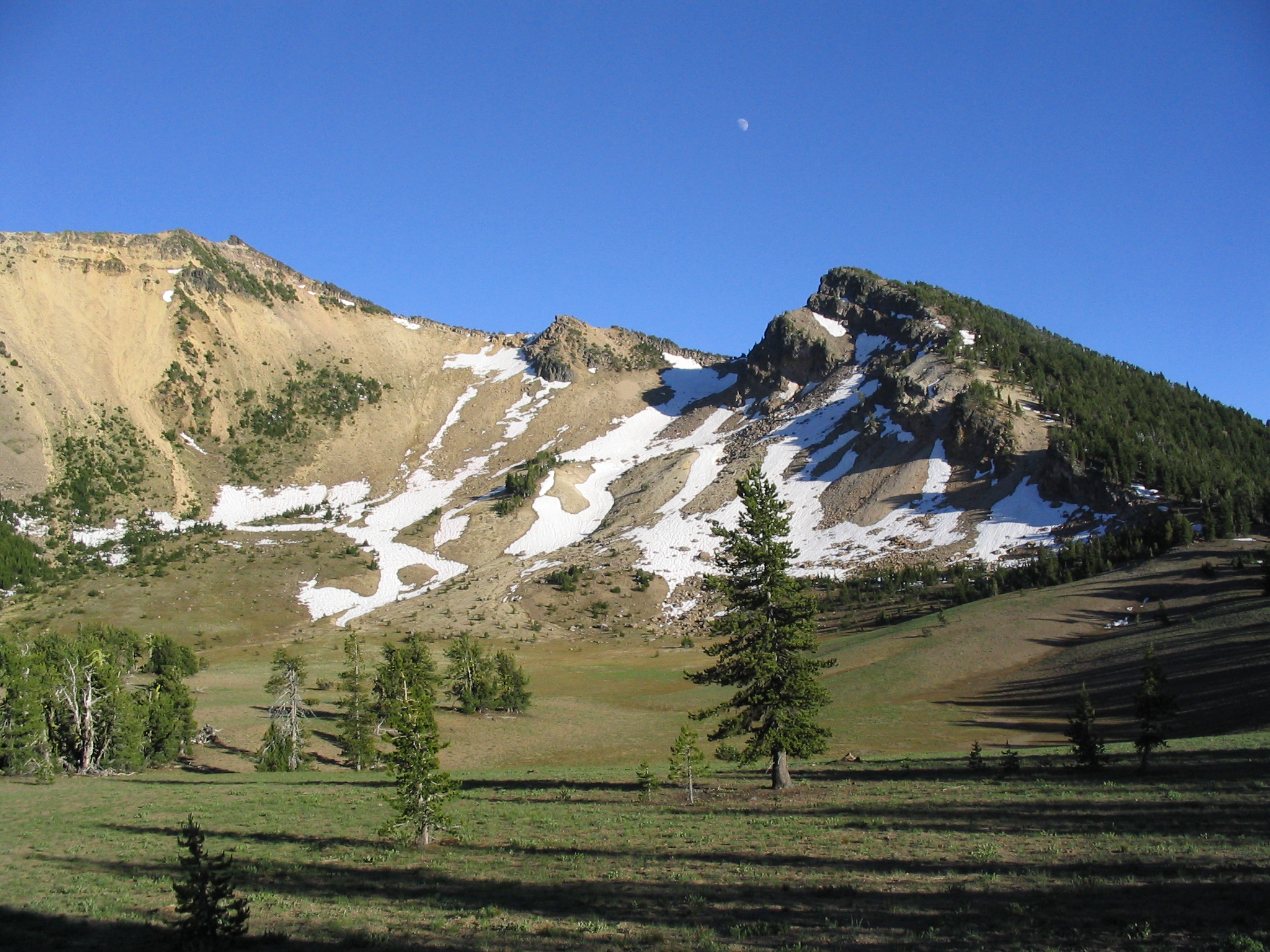
Mont Scott vu du nord.
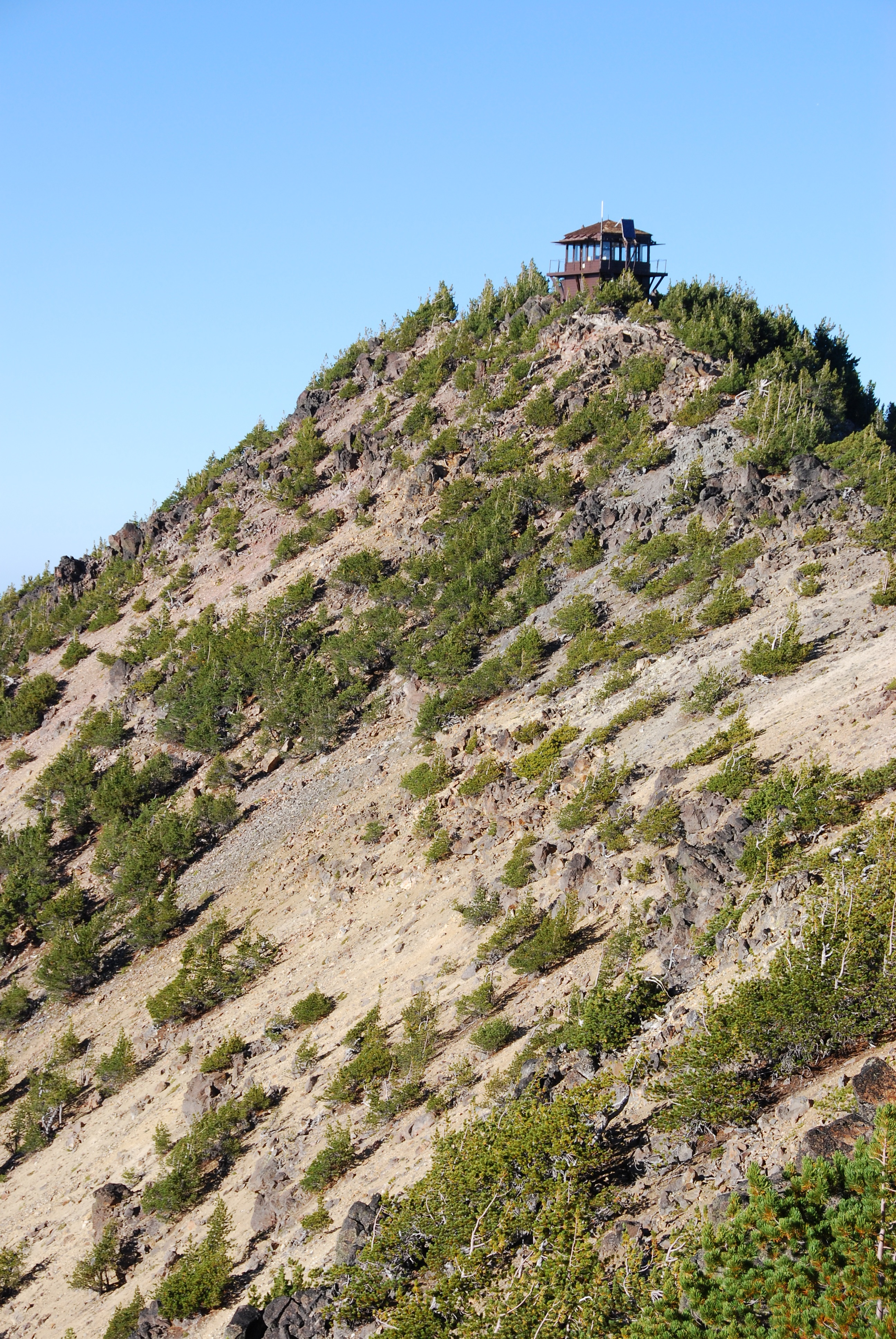
Tour de garde contre les incendies au sommet du mont.